# Преријска школа
Преријска школа (енгл. Prairie School) је архитектонски стил са краја 19. и почетка 20. века, најзаступљенији на америчком Средњем западу. Стил се обично одликује хоризонталним линијама, равним или четвороводним крововима са широким надвишеним стрехама, прозорима груписаним у хоризонталне траке, интеграцијом са пејзажом, те чврстом конструкцијом и занатском израдом. Одражава дисциплину у употреби орнамената, који су често били инспирисани органским растом и могли су се видети изрезбарени у дрвету, исцртани шаблонима на малтеру, у обојеном стаклу, жиластом мермеру и на графикама или сликама са општом превлашћу земљаних, јесењих боја. Сматрало се да пространост и континуиране хоризонталне линије евоцирају и повезују се са широким, равним, голим пространствима америчког преријског пејзажа, а декорација је често приказивала дивљи свет прерије, понекад уз употребу локалних материјала који су доприносили осећају припадности грађевине пејзажу.
Преријска школа је тежила развоју аутентичног северноамеричког стила архитектуре, разликујући се од историјских стилова који су били популарни у то време. Делила је многе идеале и естетику дизајна са Покретом уметности и заната, иако је прихватила машину и делила идеале са покретима модерне архитектуре. Многи архитекти су такође били део Чикашке школе, али зграде Преријске школе су се ређе виђале у комерцијалним небодерима Чикага, а чешће у приградским резиденцијама, иако се стил може видети у различитим типовима зграда, укључујући банке, школе и цркве. Јапанска архитектура и укијо-е графике, које су посебно занимале Френка Лојда Рајта, инспирисале су фокус на једноставност и отвореност, поред самог преријског пејзажа.

## Историја
На Преријску школу утицао је Покрет уметности и заната, покрет у декоративној и лепој уметности који су предводили Џон Раскин, Вилијам Морис и други у Енглеској крајем 19. века. Заједно са сродним америчким покретом Амерички крефтсмен, прихватио је ручни рад и занатске гилде као реакцију на нове технике масовне производње на покретној траци, за које се сматрало да стварају инфериорне производе и дехуманизују раднике. Главни посредник у овој вези био је Џозеф Твајман, који се из Енглеске преселио у Чикаго и промовисао Морисов рад и филозофију пишући радове и држећи предавања у Чикашком архитектонском клубу. Елементи филозофије, попут фокуса на природи материјала, добро су се уклопили у Преријску школу, али су они одбацили свеприсутно презирање машине, уносећи промишљеност и рефлексивност у процес дизајна, а не искључиво у процес ручног рада.
Преријска школа је покушала да развије аутентични северноамерички стил архитектуре који није делио елементе дизајна и естетски речник са ранијим стиловима европске класичне архитектуре. Светска колумбијска изложба у Чикагу 1893. године имала је за циљ да најави поновно рођење града након Великог пожара у Чикагу 1871. године. За разлику од грчког и римског класицизма који се широко видео на зградама на сајму, многи архитекти са Средњег запада, који ће постати део Преријске школе, настојали су да створе нова дела у Чикагу и околини која би приказивала јединствено модеран и аутентично амерички стил, инспирисан америчким пејзажом.
Назив одражава доминантну хоризонталност зграда у стилу Прерије, која одјекује широким, равним, голим пространствима америчког Средњег запада. Аутор Вилхелм Милер је можда први сковао израз „дух прерије у пејзажном баштованству” 1915. године како би се осврнуо на пејзажну архитектуру Средњег запада која се разликовала од европских стилова. Најпознатији заговорник стила, Френк Лојд Рајт, промовисао је идеју „органске архитектуре” (стр. 53), тврдећи да би структура требало да изгледа као да природно израста из тла; по Рајтовим речима, зграде које су изгледале као да су „сједињене са земљом” (стр. 53). Рајт је такође сматрао да је хоризонтална оријентација изразито амерички мотив дизајна, јер је млађа земља имала много више отвореног простора од многих високо урбанизованих европских нација. Универзитет Илиноиса је био друга институција која је нудила факултетску диплому из архитектуре, после МИТ-а. Професор Нејтан К. Рикер веровао је да студенти уче кроз праксу и да, изложени различитим архитектонским праксама попут позоришног дизајна, развијају културно и техничко разумевање архитектуре, што може помоћи у превазилажењу ограничења формалног академског студија и подстицању осећаја за дизајн. Рани дипломци попут Кларенса Блекала, Џозефа Луелина и Хенрија Бејкона следили су популарнији академски приступ и историцистичку естетику дизајна, али каснији дипломци попут Вилијама Драмонда, Вилијама Л. Стила и Волтера Берлија Грифина допринели су настајућем стилу Преријске школе. Идеје су размењивали архитекти Преријске школе у оквиру Архитектонске лиге Америке и Чикашког архитектонског клуба. Ове професионалне мреже биле су важне за учење и развој архитеката; њихова вредност се огледала у Саливановим идејама у збирци есеја Kindergarten Chats, где је обезвређивао формално образовање и хвалио менторство у архитектонском образовању. На конвенцији у Чикагу 1900. године, Саливан је говорио о моћи менталне логике и проучавања природе као инспирације за стилски и логичне зграде. Једна конвенција Лиге упознала је Рајта са идејом чистог дизајна – компоновања зграде анализом делова који се могу изразити као једноставни геометријски облици – коју је он уградио у своје пројекте. Инспирисан Саливановом орнаменталном геометријом, Елмсли је користио шестоугао у Средњој школи округа Торнтон Фрекшонал (Калмут Сити, 1934–35) и школи Томас А. Едисон (Хамонд, 1935–37), Рајт је истакао шестоугао у Кући Хана („кућа саће”, Пало Алто, Калифорнија, 1936), а Грифин је користио осмоугао на кампусу Универзитета Северног Илиноиса. Архитекти Преријске школе, Рајт, Елмсли и Мејер, радили су за Џозефа Силсбија, који је усадио осећај за неформалност, неправилност и комплексност кроз планирање и грубе, органске површине код ових архитеката, посебно код Рајта, дајући питорескни и динамични квалитет стилу Преријске школе.
До раних 1920-их, „Тјудор и Медитерански препород били су популарни за приградске куће и трговачке четврти, а Џорџијански стил је био омиљен за велике градске куће; чак је и бунгалов Покрета уметности и заната средње класе био преливен глазуром Ренесансе или Шпанског колонијалног препорода. Црквени и универзитетски архитекти користили су академску готику Ралфа Адамса Крема” (стр. 544). Преријска школа је била у дијалогу са другим модернистичким покретима као што су сецесија, Баухаус, експресионизам и конструктивизам.
Историчар архитектуре Х. Ален Брукс идентификује дела изграђена до 1902. године као део „Саливанове фазе” – наглашавајући поједностављење, структурирани орнамент и нову, јединствено америчку архитектуру – док зграде изграђене од 1902. до 1909. године сврстава у „Рајтовску фазу” – која обухвата период од када је Рајт достигао зрелост као архитекта до његовог одласка из Оук Парка у Европу, рурални Висконсин, Калифорнију и Јапан – а пуну зрелост Преријске школе смешта у период 1909–1914/16. Професори Ричард Гај Вилсон и Сидни К. Робинсон деле периоде Преријске школе на стил који се ширио из области Чикага од касних 1890-их до касних 1920-их, и на еру креативности коју је водио Рајт након паузе, на националном нивоу од средине 1930-их, укључујући „Јусонијанску” кућу.

## Архитекте и дизајнери
Преријска школа се углавном повезује са генерацијом архитеката који су били запослени или под утицајем Рајта или Луиса Саливана. Иако је стил настао у Чикагу, неки архитекти Преријске школе проширили су његов утицај далеко изван Средњег запада, попут црквених пројеката Берија Берна у Европи и радова Мехони и Грифина у Аустралији и Индији. Дело Преријске школе сматрало је хармонију са унутрашњим декором и пејзажном архитектуром делом целокупног дизајна, па су неки архитекти, попут Рајта, такође дизајнирали ентеријере, а понекад су сарађивали са занатлијама попут Ричарда Волтера Бока. Делимичан списак архитеката и дизајнера Преријске школе укључује:
- Перси Двајт Бентли
- Џон С. Ван Берген
- Паркер Н. Бери
- Ричард Волтер Бок
- Лоренс Бак
- Рансом Бафалоу
- Бери Берн
- Алфред Колдвел
- Артур А. Карара
- Луис В. Клод
- Вилијам Драмонд
- Џорџ Грант Елмсли
- Хју М. Г. Гарден
- Мерион Махони Грифин
- Волтер Берли Грифин
- Артур Хун
- Џон Х. Хау
- Јенс Јенсен
- Хенри Џон Клуто
- Џорџ В. Мејер
- Мејсон Мори
- Џон Рандал Макдоналд
- Ото А. Мерман
- Џорџ Мен Нидекен (ентеријер)
- Томас Олсон
- Двајт Хилд Перкинс
- Вилијам Греј Персел
- Персел, Фик и Елмсли
- Ебен Е. Робертс
- Изабел Робертс
- Ричард Е. Шмит
- Роберт К. Спенсер, Млађи
- Клод и Старк
- Вилијам Лабарт Стил
- Френсис Конрој Саливан
- Талијесин сарадници архитекти
- Томас Е. Талмиџ
- Трост и Трост
- Вернон С. Вотсон
- Ендру Вилацен
- Тејлор Вули
- Френк Лојд Рајт
- Лојд Рајт

## Утицаји
Куће Преријске школе карактеришу отворени тлоцрти који стварају осећај пространости, континуиране хоризонталне линије наглашене кратким вертикалним акцентима, и домаћи материјали који доприносе осећају припадности зграде пејзажу. Ово је било повезано са америчким покретом уметности и заната и његовим нагласком на ручној изради, једноставности и функцији. Оба стила су била алтернатива тада доминантном неокласичном стилу грчко-римских форми. Покрет уметности и заната довео је до препорода средњовековних колиба у Енглеској, али је Преријска школа више прихватила модерност. Неке фирме, као што су Персел и Елмсли, које су прихватиле искрену присутност машински обрађених површина, свесно су одбацивале термин „уметност и занат” за свој рад. На Преријску школу су такође утицали идеалистички романтичари који су веровали да ће бољи домови стварати боље људе, као и трансценденталистичка филозофија Ралфа Волда Емерсона у свом фокусу на природу. Архитектонски, хоризонтална континуираност и просторна отвореност виђени су у ранијем стилу шиндре, елементи попут надвишених стреха и хоризонталних акцената оловних прозора виђени су у стил краљице Ане, а пропорције и отворени планови били су слични бунгаловима. Куће Преријске школе често су се придржавале приградског етоса усредсређености на једнопородично домаћинство кроз пажњу посвећену просторима као што су трпезарије и камини где се породица могла окупљати. Постојећи углавном у предграђима, прерија се алудира као симбол историје окружења, а не нешто што је увек било видљиво и окруживало куће.
Многи архитекти Преријске школе били су под утицајем Луиса Саливана, који је био део Чикашке школе. Његове лекције да облик прати функцију, да уметници хуманизују модерне материјале и технике, и да је ритам важан аспект дизајна, саставни су део Преријске школе. Мејер, Ирвинг Понд, Гарден, Спенсер и Елмсли писали су о концепту ритма у архитектури, а Мејер је развио „теорију мотива-ритма” о делу као композицији вођеној мотивом. Они су углавном веровали да историјски стилови настају природно из духа свог окружења и стога су одбацивали историјски ревивализам. Елмсли је писао да би архитектура требало да буде инспирисана својим специфичним локалним контекстом, за разлику од интернационалног стила који је видео као хладан и безличан. Архитекти су такође пројектовали за практичност у свом регионалном окружењу; низак облик помаже у одржавању температуре, а надстрешнице штите од сунца и нагомилавања снега. Ране куће у стилу Прерије изостављале су поткровља и подруме како би побољшале ниске пропорције, а Јусонијанска кућа касних 1930-их отишла је корак даље у смањењу додатног простора изнад, испод и између кључних простора.
Средњи запад је утицао на преријске форме и природне мотиве у пројектима Преријске школе, и пружио је јединствен филозофски контекст. За разлику од Источне обале, која је имала јаче културне везе са Европом, Средњи запад је могао бити интуитивније инспирисан самим собом. Дизајнери су се угледали на облик прерије, локалну флору и фауну, уметност америчких домородаца, и филозофију да прерија „представља новост и осећај експериментисања, као широка, неисписана страница” (стр. 114). Реторика просперитета коју представља прерија такође је добро резоновала са банкама, главним типом зграда Преријске школе. Осећај отворености и пажња према природи такође су били под утицајем јапанске архитектуре и укијо-е графика, које су проучавале личности Преријске школе попут Рајта и Мерион Махони Грифин. Контрастни индустријски и рурални пејзажи Средњег запада можда су такође утицали на прихватање машинске производње уз природне форме и слике у Преријској школи.

## Пријем
Преријска школа била је један од многих међународних покрета ка архитектонском модернизму, делећи филозофије „облик прати функцију”, етос минималиста „мање је више”, нагласак на структури и њеним грађевинским материјалима, и друге елементе виђене у Баухаусу, експресионистичкој и конструктивистичкој архитектури. Као и многи покрети у уметности и архитектури, у почетку није била добро прихваћена. Архитекта Монтгомери Скајлер писао је у Architectural Record 1912. године да Рајтов стил није у потпуности сазрео и да његове зграде делују недовршено. Часопис Western Architect објавио је 1911. године да „Нико није... тако значајно подбацио у стварању кућа погодних за живот као Френк Лојд Рајт”, али је до 1915. године више од 50% страница Western Architect-а истицало Преријску школу и објављивало издања посвећена Перселу и Елмслију, Гензелу и Драмонду, Ван Бергену, те Талмиџу и Вотсону – иако никада Рајту.
Успех и прихватање архитектуре Преријске школе били су под утицајем популарности бунгалова и часописа за домаћинство у растућој приградској култури. Часопис House Beautiful објавио је прва два чланка о Рајту и пружио Преријској школи много позитивног публицитета, дајући одобрење за респектабилност ових модерних домова уместо историјских стилова. Рајт је помогао да се породична кућа Преријске школе издвоји тако што ју је учинио мање налик на кутију, отварајући је ка природи. Недостатак скупих украса и историјског европског утицаја, који се више виђао на истоку Сједињених Држава, апеловао је на склоности ка „здравом разуму” становника Средњег запада. Велика депресија је навела људе да цене стабилност власништва над земљом у односу на нестабилност градског живота, док је повећана распрострањеност аутомобила омогућила раст предграђа.

Дуговечност стила Прерије може се делимично приписати његовој способности да се стапа са другим стиловима, као што је кућа за трговца семеном Салцера, изграђена 1912. године, како би се удовољило преференцији госпође Салцер за колонијални стил, и кућа Д. С. Брауна у Пиорији, Илиноис, која је удовољила преференцији госпође Браун за традиционални дизајн. До 1920-их, куће Преријске школе постале су чешће изван предграђа Чикага и у руралнијим деловима Средњег запада. Архитектонски историчари су расправљали зашто је Преријска школа изгубила на популарности до средине 1920-их. У својој аутобиографији, архитекта Преријске школе Мерион Махони сугерише: 
Ентузијастични и способни младићи, као што се показало у њиховом каснијем раду, несумњиво су касније били утицајни у канцеларији као и они ранији, али Рајтова рана концентрација на публицитет и његове тврдње да су сви његови ученици имале су заглушујући утицај на чикашку групу, и тек након четврт века налазимо креативну архитектуру уочљиво присутну у Сједињеним Државама.
 Интуитивна природа сензибилитета Средњег запада у том тренутку је ослабила и била је нарушена жељом за конформизмом и осећајем инфериорности у односу на Источну обалу. Архитекти Преријске школе су некада добијали наруџбине за зграде са индивидуалистичким осећајем идентитета и места, али је та жеља замењена жељом за конформизмом. Питер Бонет Вајт је 1905. године приметио да клијенти са Средњег запада немају исти ниво интересовања за историјске стилове као клијенти са Истока, али је 1915. године приметио да је колонијални стил архитектуре постао тражен на Средњем западу. Први светски рат је појачао патриотизам и симпатије према Енглеској, што је допринело интересовању за колонијални препород и друге историјске стилове. Архитекти тог времена наводили су жељу жена – супруга и кћери – да буду модерне и да се прилагоде архитектонским трендовима попут колонијалног препорода као узрок опадања Преријске школе. То су изразили Талмиџ и Берн у то време, а поновио је Брукс 1970-их. До касних 1920-их, архитекти Преријске школе су се неформално разишли, радећи на другим типовима пројеката или прилагођавајући своје стилове на начине који нису доприносили ширем покрету „Преријске школе”, делећи заједничке идеале као некада. Рајт се посебно окренуо пројектима вишег профила и изражавао став према другим архитектима који „краду његове идеје” (стр. 235) и генерално лоше раде.
Преријска школа је изгубила популарност између светских ратова, када су вредности конформизма надвладале вредности индивидуалног израза, и када су пажња и симпатије биле усмерене на Европу. Интересовање се обновило после 1945. године, „када је јавни укус поново фаворизовао ниску, малу, антимонументалну архитектуру, архитектуру укорењену у земљи” (стр. 348), али су до тада архитекти и њихови утицаји умрли или се разишли. Елементи стила живе у новијој популарности кућа у стилу ранча – обе пројектоване са осећајем пространости како су мањи домови постали економски неопходни.

## Здања
Рајтов дом и имање у Висконсину, Талијесин, проглашен је за Национално историјско обележје 1976. године и за УНЕСКО-ву Светску баштину 2019. године. Прикладно названа „Преријска школа”, приватна дневна школа у Расину, Висконсин, коју су пројектовали Талијесин сарадници архитекти (архитектонска фирма коју је основао Рајт) и која се налази готово поред Рајтовог конференцијског центра Вингспред, представља пример архитектуре Преријске школе. Радови Махони и Грифина у Аустралији и Индији, посебно збирка кућа у Каслкрегу, Нови Јужни Велс, и цркве Берија Берна у Европи, показују домет Преријске школе далеко од њених чикашких корена, користећи филозофију у различитим контекстима. Меморијална библиотека ветерана Изабел Робертс у Сент Клауду, Флорида, је још један пример. Кућа у улици Беркли Драјв 8 у Локпорту, Њујорк уврштена је у Национални регистар историјских места 2009. године.
Историјски дистрикт Оук Серкл у Вилмету, Илиноис углавном се састоји од петнаест породичних кућа које представљају стилове Преријске школе и Амерички крефтсмен, изграђених између 1917. и 1929. године. Историјски дистрикт Оук Серкл додат је у Национални регистар историјских места 21. јуна 2001. године; то је био први историјски дистрикт проглашен у Вилмету. Историјски дистрикт Рок Крест–Рок Глен у Мејсон Ситију, Ајова, који су пројектовали Волтер Берли Грифин и Мерион Махони Грифин око 1912. године, уврштен је у Национални регистар историјских места 1979. године. Све куће које су део планираног насеља и суседне комерцијалне зграде – Историјски хотел Парк Ин и Градска народна банка – пројектоване су у стилу Преријске школе. Завршен 1910. године, Историјски Хотел Парк Ин је последњи преостали хотел на свету који је пројектовао Рајт, од шест за које је био архитекта. Кућа др Г. К. Стокмана је још један пример Рајтовог стила Преријске школе који се налази у Мејсон Ситију. Изграђена 1908. године, кућа Стокман била је прва кућа у стилу Преријске школе коју је Рајт пројектовао у Ајови. Данас, кућа функционише као музеј који дочекује посетиоце и љубитеље архитектуре из целог света. Делимичан списак зграда Преријске школе укључује:
- Кућа Мадермот, Гленко, Илиноис, 1928 – Бери Берн
- Црква Христа Краља, Корк, Ирска, 1928–1931 – Берн
- Прва конгрегационална црква, Чикаго, Илиноис, 1908 – Вилијам Драмонд
- Кућа Вилијама Е. Драмонда, Ривер Форест, Илиноис, 1910 – Драмонд
- Историјски дистрикт Рок Крест–Рок Глен – Волтер Берли Грифин и Мерион Махони Грифин
- Кућа Вилијама Х. Емерија Млађег, 1903 – Волтер Берли Грифин
- Кућа Фредерика Картера, Еванстон, Илиноис, 1910 – Грифин
- Кућа Џ. Г. Мелсона, Мејсон Сити, Ајова, 1912 – Грифин
- Меморијална библиотека Стинсон, Ана, Илиноис, 1913–14 – Грифин
- Храм Мароко, Џексонвил, Флорида, 1910 – Хенри Џон Клуто
- Прва реформисана црква, Толидо, Охајо, 1900-те – Лангдон и Холи, архитекти
- Кућа у улици Беркли Драјв 8 – Двејн Лајман
- Кућа Џејмса А. Патена, Еванстон, Илиноис, 1901 – Џорџ В. Мејер
- Кућа Хенрија Шулца, Винетка, Илиноис, 1907 – Мејер
- Улаз у Кенилворт клуб, Кенилворт, Илиноис, 1907 – Мејер
- Кафе Брауер, Чикаго, Илиноис, 1908, – Двајт Хилд Перкинс
- Кућа у Ласалу, Илиноис – Ирвинг К. Понд и Ален Б. Понд
- Народна банка трговаца, Винона, Минесота, 1912, – Персел и Елмсли
- Кућа Персел, Минеаполис, Минесота, 1913 – Персел и Елмсли
- Парохијски дом, Прва конгрегационална црква, О Клер, Висконсин, 1913 – Персел и Елмсли
- Меморијална библиотека ветерана – Изабел Робертс
- Кућа Огаста Магнуса, Винетка, Илиноис, 1905 – Роберт К. Спенсер, Млађи
- Шалтерски прозор из Националне банке фармера, Оватона, Минесота – Луис Саливан
- Преријска школа – Талијесин сарадници архитекти
- Кућа Вернона Вотсона, Оук Парк, Илиноис, 1904 – Вернон С. Вотсон
- Позориште Ејвери Кунли, Риверсајд, Илиноис, 1912 – Френк Лојд Рајт
- Административна зграда Ларкин, Буфало, Њујорк – Рајт
- Талијесин – Рајт
- Хотел Парк Ин и Градска народна банка – Рајт
- Кућа др Г. К. Стокмана – Рајт
- Кућа Мејера Меја, Гранд Рапидс, Мичиген, 1908–1909 – Рајт
- Кућа Ворда Вилитса, Хајланд Парк, Илиноис, 1901 – Рајт
- Кућа Дарвина Д. Мартина, Буфало, Њујорк, 1903–1905 – Рајт
- Кућа Роби, Чикаго, Илиноис, 1908 – Рајт
- Храм јединства, Оук Парк, Илиноис, 1905–1908 – Рајт
- Административна зграда Ларкин, Буфало, Њујорк, 1906 – Рајт
- Тераса Монона заједница и конгресни центар, Медисон, Висконсин, 1938 – Рајт
- Кућа Херберта Ф. Џонсона (Вингспред), Винд Поинт, Висконсин, 1939 – Рајт

## Савремени значај
Архитектура Преријске школе представља пример промена како у области лепих уметности, тако и у културној историји почетком 20. века. Интересовање за идеје и дизајн уметника и архитеката Преријске школе порасло је од касних 1980-их, делом захваљујући колекционарству познатих личности и аукцијским резултатима многих декоративних предмета из зграда тог доба. Поред бројних књига, чланака у часописима, видео снимака и робе која промовише покрет, велики број оригиналних зграда Преријске школе постали су јавни музеји, отворени за обиласке и посебне интерактивне догађаје. Национално историјско обележје и УНЕСКО-ва Светска баштина, дом и имање Френка Лојда Рајта у Висконсину, Талијесин, остаје популарна туристичка дестинација у близини Спринг Грина, Висконсин, као и стаза Френка Лојда Рајта која води посетиоце до значајних локација. Неколико непрофитних организација и онлајн заједница формирано је како би образовало људе о покрету Преријске школе и помогло у очувању дизајна повезаних с њим.

## Галерија
- Кућа Ворда Вилитса, Хајланд Парк, Илиноис, 1901, једна од првих преријских кућа Френка Лојда Рајта
- Кућа Дарвина Д. Мартина, Буфало, Њујорк, 1903–1905, Френк Лојд Рајт
- Кућа Роби, Чикаго, Илиноис, 1908, Френк Лојд Рајт
- Храм јединства, Оук Парк, Илиноис, 1905–1908, Френк Лојд Рајт
- Административна зграда Ларкин, Буфало, Њујорк, 1906, Френк Лојд Рајт
- Народна банка трговаца, Винона, Минесота, 1912, Персел и Елмсли
- Кућа Персел, Минеаполис, Минесота, 1913, Персел и Елмсли
- Кућа Хенрија Шулца, Винетка, Илиноис, 1907, Џорџ В. Мејер
- Кућа Ернеста Ј. Магерштата, Чикаго, Илиноис, 1908, Џорџ В. Мејер
- Улаз у Кенилворт клуб, Кенилворт, Илиноис, 1907, Џорџ В. Мејер
- Кућа Вилијама Х. Емерија Млађег, 1903, Волтер Берли Грифин
- Кућа Ралфа Грифина, Едвардсвил, Илиноис, 1913, Волтер Берли Грифин
- Кућа Фредерика Картера, Еванстон, Илиноис, 1910, Волтер Берли Грифин
- Кућа архитекте Вилијама Е. Драмонда, Ривер Форест, Илиноис, 1910
- Прва конгрегационална црква, Чикаго, Илиноис, 1908, Вилијам Е. Драмонд
- Храм Мароко, Џексонвил, Флорида, 1910, Хенри Џон Клуто
- Кафе Брауер, Чикаго, Илиноис, 1908, Двајт Хилд Перкинс
- Прва реформисана црква, Толидо, Охајо, 1900-те, Лангдон и Холи, архитекти
- Кућа Херберта Ф. Џонсона, (Вингспред), Винд Поинт, Висконсин, 1939, Френк Лојд Рајт.